# Tomaž Žemva
Tomaž Žemva (ur. 18 sierpnia 1973 w Pokljuce) – słoweński biathlonista.

## Kariera
W Pucharze Świata zadebiutował 9 grudnia 1993 roku w Bad Gastein, gdzie zajął 96. miejsce w biegu indywidualnym. Pierwsze punkty wywalczył 14 grudnia 1994 roku w tej samej miejscowości, zajmując 19. miejsce w biegu indywidualnym. Nigdy nie stanął na podium indywidualnych zawodów PŚ, jednak 9 marca 1997 roku w Nagano wspólnie z Jože Poklukarem, Janezem Ožboltem i Matjažem Poklukarem zajął trzecie miejsce w sztafecie. Najlepsze wyniki osiągnął w sezonie 1996/1997, kiedy zajął 49. miejsce w klasyfikacji generalnej. W 1995 roku wystąpił na mistrzostwach świata w Anterselvie, gdzie zajął 12. miejsce w biegu drużynowym i 14. miejsce w sztafecie. Był też między innymi piąty w biegu drużynowym podczas mistrzostw świata w Osrblie w 1997 roku oraz dziewiąty w tej konkurencji na mistrzostwach świata w Hochfilzen rok później. W 1998 roku brał też udział w igrzyskach olimpijskich w Nagano, gdzie zajął 61. miejsce w biegu indywidualnym i 42. miejsce w sprincie.

## Osiągnięcia

### Igrzyska olimpijskie
| Rok  | Miejscowość | Konkurencje | Konkurencje | Konkurencje | Konkurencje | Konkurencje | Konkurencje | Konkurencje |
| Rok  | Miejscowość | IN          | SP          | PU          | MS          | RL          | MR          | SR          |
| ---- | ----------- | ----------- | ----------- | ----------- | ----------- | ----------- | ----------- | ----------- |
| 1998 | Nagano      | 61.         | 42.         | nd.         | nd.         | –           | nd.         | –           |

### Mistrzostwa świata
| Rok  | Miejscowość | Konkurencje | Konkurencje | Konkurencje | Konkurencje | Konkurencje | Konkurencje | Konkurencje |
| Rok  | Miejscowość | IN          | SP          | PU          | MS          | RL          | MR          | SR          |
| ---- | ----------- | ----------- | ----------- | ----------- | ----------- | ----------- | ----------- | ----------- |
| 1995 | Anterselva  | –           | –           | nd.         | nd.         | 14.         | nd.         | –           |
| 1997 | Osrblie     | 77.         | 71.         | –           | nd.         | –           | nd.         | –           |
| 2000 | Oslo/Lahti  | –           | –           | –           | –           | 14.         | nd.         | –           |

### Puchar Świata

#### Miejsca w klasyfikacji generalnej
| Sezon     | Miejsce |
| --------- | ------- |
| 1993/1994 | -       |
| 1994/1995 | 76.     |
| 1995/1996 | -       |
| 1996/1997 | 49.     |
| 1997/1998 | 52.     |
| 1998/1999 | 52.     |
| 1999/2000 | -       |